# 香取神社 (三郷市花和田)
香取神社（かとりじんじゃ）は、埼玉県三郷市の神社。

## 歴史
創建年代は不明である。度々の水害で、記録を失ったためである。ただ江戸時代後期の地誌『新編武蔵風土記稿』に掲載されていることから、少なくとも江戸時代後期には既に存在していたものと推測される。近くの西善院が別当寺であった。
1872年（明治5年）、近代社格制度に基づく「村社」に列せられ、1907年（明治40年）の神社合祀により、周辺の3社が合祀された。1926年（大正15年）に放火により社殿が焼失した。犯人は当社に出入りしていた鳶職で、拝殿の屋根を葺き替える際に、この鳶職に頼まず、氏子たち自身でやったことに対する逆恨みであった。1929年（昭和4年）に再建された。

## 交通アクセス
- 三郷中央駅より徒歩27分。